# Stora Mögsjön, Södermanland
Stora Mögsjön är en sjö i Flens kommun i Södermanland och ingår i Nyköpingsåns huvudavrinningsområde.